# Agkistrodon howardgloydi
Agkistrodon howardgloydi  (лат.) — вид змей из рода Agkistrodon. Обитает в северо-западной Коста-Рике, западном Никарагуа и южном Гондурасе.

## Описание
Agkistrodon howardgloydi достигает размера 60-70 см, максимальная длина - 138 см. Тело крепкое с большой головой. На спине красно-оранжевый цвет, с коричневыми либо оранжевыми полосками. Две белые линии от конца морды, одна из них над губами, а другая до глазной щели, продолжающаяся от глаза до шеи.
Чешуйки включают 23 ряда продолговатых спинных чешуй в средней части тела; 128-135 брюшных чешуек; и 54-61 чешуек под хвостом, примерно половина из которых парная, особенно ближе к кончику хвоста. Цвет спины состоит из светлого или среднего красновато-коричневого основного цвета, на который накладываются 10-14/13-17 широких коричневых или коричневатых поперечных полос. Крупные взрослые самцы, как правило, чёрные. Молодые особи имеют более светлую окраску, вплоть до ярко-красного цвета. Голова четко обозначена с обеих сторон двумя продольными светлыми линиями: верхняя узкая и изломанная или даже отсутствует позади супраокулярной чешуи; в то время как нижняя шире и разделена на две части, которые могут встречаться или не встречаться на шве третьей надгубной чешуи.

## Питание
Исследование, проведенное в начале сезона дождей 1994 года в Коста-Рике, выявило некоторые возрастные различия в рационе: новорожденные (<38 см) ели лягушек (Hypopachus) и ящериц (Marisora, Holcosus); молодь (38-50 см) - лягушки (Leptodactylus), ящерицы (Ctenosaura) и мыши (Liomys); взрослые (> 50 см) ели ящериц (Ctenosaura), мышей (Liomys) и крыс (Sigmodon), что предполагает онтогенетический сдвиг в рационе от эктотермной добычи у молодых особей к эндотермной добыче у взрослых

## Ареал
Обитает в тропических сухих лесах в Национальном Парке Санта-Роза, Гуанакасте и Коста-Рики.

## Таксономия
Молекулярное исследование показывает, что род Agkistrodon монофилетическая группа, и что Agkistrodon contortrix и Agkistrodon laticinctus являются базальными представителями рода, Agkistrodon piscivorus базален для четырех видов, A. taylori базальна для A. bilineatus, которая является базальной для Agkistrodon russeolus и для данного вида. Как молекулярные, так и морфологические данные указывают на то, что Agkistrodon howardgloydi и Agkistrodon russeolus более тесно связаны друг с другом (сестринские таксоны), чем Agkistrodon bilineatus или Agkistrodon taylori.
В 1984 году, готовя монографию по роду Agkistrodon и изучив практически все известные на тот момент музейные экземпляры рода Agkistrodon из Центральной Америки, Роджер Конант описал A. howardgloydi как подвид Agkistrodon bilineatus. В последующие 30 лет последующие отчеты поддержали признание подвида. 
В ходе таксономической переоценки 2013 года все три подвида A. bilineatus были повышены до полноценных видов (A. bilineatus, A. russeolus и A. howardgloydi) на основе морфологии, биогеографии и учета предыдущих исследований на основе ДНК.